# Agua Dulce (kommun)
Agua Dulce är en kommun i Mexiko.   Den ligger i delstaten Veracruz, i den sydöstra delen av landet, 500 km öster om huvudstaden Mexico City. Antalet invånare är 46 010. Arean är 259 kvadratkilometer.
Terrängen i Agua Dulce är platt.
Följande samhällen finns i Agua Dulce:
- Agua Dulce
- Los Manantiales
- El Cedral
- Miguel Alemán Valdés
- Cuauhtémoc
- Ingeniero Mario Hernández Posada